# Nephoneura clavata
Nephoneura clavata is een insect uit de familie van de vlinderhaften (Ascalaphidae), die tot de orde netvleugeligen (Neuroptera) behoort. 
Nephoneura clavata is voor het eerst wetenschappelijk beschreven door Navás in 1912.